# Michele Urano
Michele Urano (in greco Μιχαήλ Οὐρανός?, Michaél Ouranós; fl. X secolo) era un funzionario bizantino del X secolo, attivo durante il regno dell'imperatore Basilio II Bulgaroctono.

## Biografia
Fratello di Niceforo Urano, viene menzionato per la prima volta (senza che appaia il suo nome) nell'epistola 36 del fratello al Patrikios Manuele. Dato che Niceforo si lamenta nella lettera degli orrori della guerra, la stessa può essere probabilmente datata al periodo successivo all'assunzione della carica militare, cioè dopo il 996. Accenna anche al fatto che Michele si trovava a Nauplia e aveva affidato il suo patrimonio a certe persone, presumibilmente usurai, perdendo quasi tutto. Non solo i suoi nemici, ma anche i suoi amici e i suoi servi si erano poi rivoltati contro Michele. Niceforo nella lettera chiede a Manuele, che a quanto pare aveva un certo potere a Nauplia, sostegno in questa vicenda per ripristinare i beni del fratello e punire i colpevoli.
Michele è il destinatario dell'epistola 37 di Niceforo, Anche in questa lettera Niceforo sembra alludere alle perdite finanziarie di Michele, ma senza essere troppo esplicito e senza rivelare alcun dettaglio. È menzionato nell'Epistola 39, indirizzata al Metropolita Simeone di Eucaita e al Cartofilace Giovanni, in cui si dice che Michele e Niceforo accompagnarono l'imperatore Basilio II in una campagna militare.